# Хуліан Трухільйо Ларгача
Хуліан Трухільйо Ларгача (ісп. Julián Trujillo Largacha; 28 січня 1828 — 18 липня 1883) — колумбійський військовик, правник і політик, президент Сполучених Штатів Колумбії від 1878 до 1880 року.

## Біографія
Народився 1828 року в Попаяні. Вивчав юриспруденцію в Університеті Кауки, 1849 року здобувши фах правника. 1875 року вступив до лав урядової армії президента Акілео Парри для боротьби проти повстанців-консерваторів. Дослужився до звання генерала. Пізніше Трухільйо очолив урядові сили під час успішного захоплення Манісалеса, оплоту консерваторів.
Після тієї перемоги та надання амністії консерваторам Трухільйо був призначений на пост військового та цивільного голови міста Манісалес. 1877 року він отримав пост президента штату Антіокія.
В березні наступного року став кандидатом на посаду президента Сполучених Штатів Колумбії від Ліберальної партії. Така кандидатура вдовольнила обидва крила партії — радикальне та незалежницьке. Ті вибори Трухільйо, зважаючи на відсутність кандидатів від Консервативної партії, з легкістю виграв. Вийшов у відставку після завершення президентського терміну, в квітні 1880 року.
Помер 1883 року в Боготі.